# Svensk ortografi

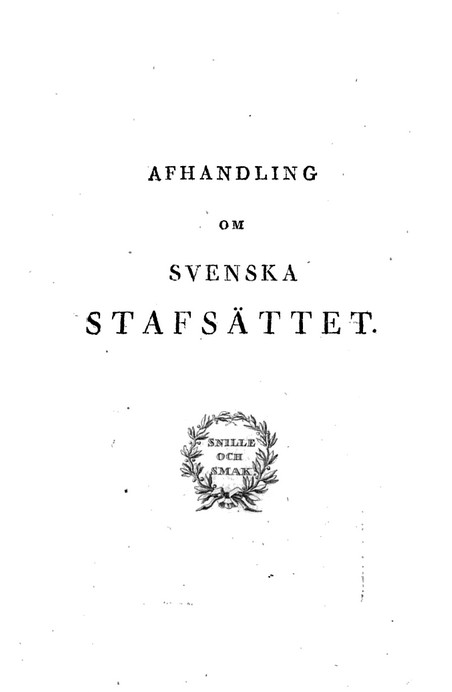
C. G. Leopolds Afhandling om svenska stafsättet från 1801, ett betydelsefullt verk inom den svenska ortografin.

Svensk ortografi är läran om svenskans skriftspråk. Ordet ortografi kommer av grekiska orthos 'rät, rätt' och graphein 'skriva'. Svensk ortografi handlar bland annat om rättstavning och om förhållandet mellan skrift och uttal (svensk fonologi).  Varje skrivet språk har en speciell ortografi som på olika sätt under tidens gång har anpassats för att representera just det språk den är avsedd för. För svensk ortografi är framför allt Svenska Akademiens ordlista över svenska språket (SAOL) normerande. Balansen mellan att beskriva språket och att vara normerande har växlat mellan åren.
Inom ortografin kan man urskilja tre olika principer: Fonologiskt orienterad (ljudinriktad) stavning, morfologiskt inriktad stavning och traditionell stavning. Under det svenska skriftspråkets historia har dessa principer tillämpats i växlande omfattning. Svenskans stavning var länge oreglerad, men från och med senare delen av 1700-talet försökte man alltmer reglera hur språket skulle stavas. År 1801 utgav Carl Gustaf af Leopold Afhandling om Svenska stafsättet på uppdrag av Svenska Akademien. Avhandlingen skulle på grundval av den tidens skriftspråk försöka få till stånd en mer enhetlig stavning, men med sin grund i traditionen. Men Leopold ville också skapa en för svenskan mer ljudenlig stavning av franska lånord, till exempel konnässör i stället för connaisseur. Även när det gällde morfologisk stavning gjorde Leopold insatser, som att föreskriva att släkt skulle skrivas slägt genom sin samhörighet med ordet slag. En senare förespråkare för samhörighetens viktiga roll var Esaias Tegnér den yngre i skriften ”Natur och onatur ifråga om svensk rättstavning” (1886). Han påpekade bland annat att stavningar som ondt och godt har sin grund i samhörighetslagen. Stavningen dt var en av de stavningsregler som ändrades vid stavningsreformen 1906. Då bestämdes att dt skulle ändras till t (t.ex. ont) eller till tt (t.ex. gott) och därmed vann principen om ljudinriktad stavning på denna punkt över principen om morfologiskt inriktad stavning.

## Överensstämmelse mellan skrift och tal
Bland fonografiska (ljudbaserade) skriftspråk, som svenskan tillhör, kan det finnas större eller mindre överensstämmelse mellan skriften med dess grafem och talspråket med dess fonem. En del skriftspråk har en lång tradition, som svenska, engelska eller franska. I svenska stämmer vokalerna i tal och skrift ganska väl överens, medan konsonanternas samstämmighet är betydligt mindre. Svenskan har till exempel ett antal olika grafem för sje-ljudet (som i orden själ, skäl och stjäl) och för tje-ljudet (som i orden kära och tjära). Ifråga om konsonanterna har svenskan i stora drag en traditionell ortografi, som speglar ett äldre talspråk.

## Tre huvudprinciper inom svensk ortografi

### Fonologiskt orienterad stavning
Fonologiskt orienterad (ljudinriktad) stavning har som princip att varje fonem ska motsvaras av ett enda grafem. Ett exempel på renodlad fonologisk stavning är ordet har. Ordets tre grafem, <h a r>, motsvaras vart och ett av ett fonem, (/h a r/). I svenskan tillämpas fonologisk stavning för vokalerna, med två undantag. Det viktigaste undantaget att de två grafemen〈e〉och〈ä〉båda används för /ɛ:/ och  /ɛ/ och att grafemet〈o〉används för fonemen /o:/ och /o/, men också för /u:/ och /u/. I det sistnämnda fallet får grafemet <o> olika uttal i ord som hov (uppvaktning) och hov (djurfot), liksom att sonden och bonden uttalas på olika sätt. Ett annat undantag är sena lånord som bag och jeep. När det gäller konsonanter stämmer inte grafem och fonem överens lika bra som när det gäller vokaler.

### Morfologiskt orienterad stavning
Morfologiskt orienterad (forminriktad) stavning har som regel att ett morfem alltid stavas lika, oberoende av uttalet. Man skriver till exempel tryggt (av trygg), fastän ordet uttalas som tryckt. Denna typ av stavning används delvis i svenska, men långt ifrån fullt ut. Om man fullt ut skulle följa principen om morfologiskt orienterad stavning skulle man till exempel kunna skriva drivt (av driva) i stället för drift. I äldre svenska stavades verbet drifva. Det ändrades år 1906, då man även övergick från att skriva godt (av god) till att skriva gott, vilket var ett steg i fonetisk riktning. Danskan och norskan har bibehållit stavningen godt.

### Traditionell stavning
Traditionell stavning avspeglar oftast ett äldre uttal. I svenska gäller det till exempel sj-ljudet, vars fonematiska beteckning är /ɧ/, och tj-ljudet, som betecknas /ɕ/ med ljudenlig skrift. För speciellt sj-ljudet finns det många olika stavningar i svenska. Det kan stavas med ⟨ch⟩ (charm), ⟨g⟩ (genera), ⟨j⟩ (journal), ⟨sch⟩ (marsch), ⟨sh⟩ (shunt), ⟨si⟩ (explosion), ⟨sj⟩ (sjö), ⟨sk⟩ (sked), ⟨skj⟩ (skjuta), ⟨ssi⟩ (diskussion), ⟨ssj⟩ (hässja), ⟨stj⟩ (stjärna) och ⟨ti⟩ (addition), med flera. Fonemet /ɧ/ är ett ljud som har tillkommit i svenskan sedan förändringen av sj, sk, skj, ssj och stj var helt genomförd i slutet av 1700-talet. Stavningarna si, ssi och ti kommer ursprungligen från latinet och har via tyska och franska tagits upp i svenskan, där de har fått uttalet [ɧ]. I lånord från olika främmande språk har uttalet [ʃ], av ch, sch och sh i de främmande språken, modifierats till det svenska uttalet [ɧ]. Även det svenska j-ljudet kan stavas på flera olika sätt, dj, g, gj, hj, j eller lj, liksom tj-ljudet, som stavas med ch (i några lånord), k, kj eller tj. Traditionell stavning avspeglar ett äldre uttal och medför ofta att skillnaden mellan skriftspråk och talspråk blir stor (djup ortografi). Många av de skriftspråk som har sitt ursprung i Europa har ett skriftspråk som avspeglar ett äldre talspråk. Den traditionella stavningen avspeglar också assimilationer, som ofta sker när vissa mer svåruttalade konsonantföljder uttalas. I svenska kan nämnas böjda ord som grovt, där v alltid assimileras till f och äldst, där d faller bort, och likaså avledda ord som brådska, där d faller bort. Det kan också gälla sammansatta ord som matsäck, som traditionellt uttalas som massäck. Ibland kan stavningen påverka uttalet, så att uttal som jössel, bråska, låssas och massäck genom läsuttal återfår sitt äldre uttal.

## Historik

### 1200-talet till 1500-talet

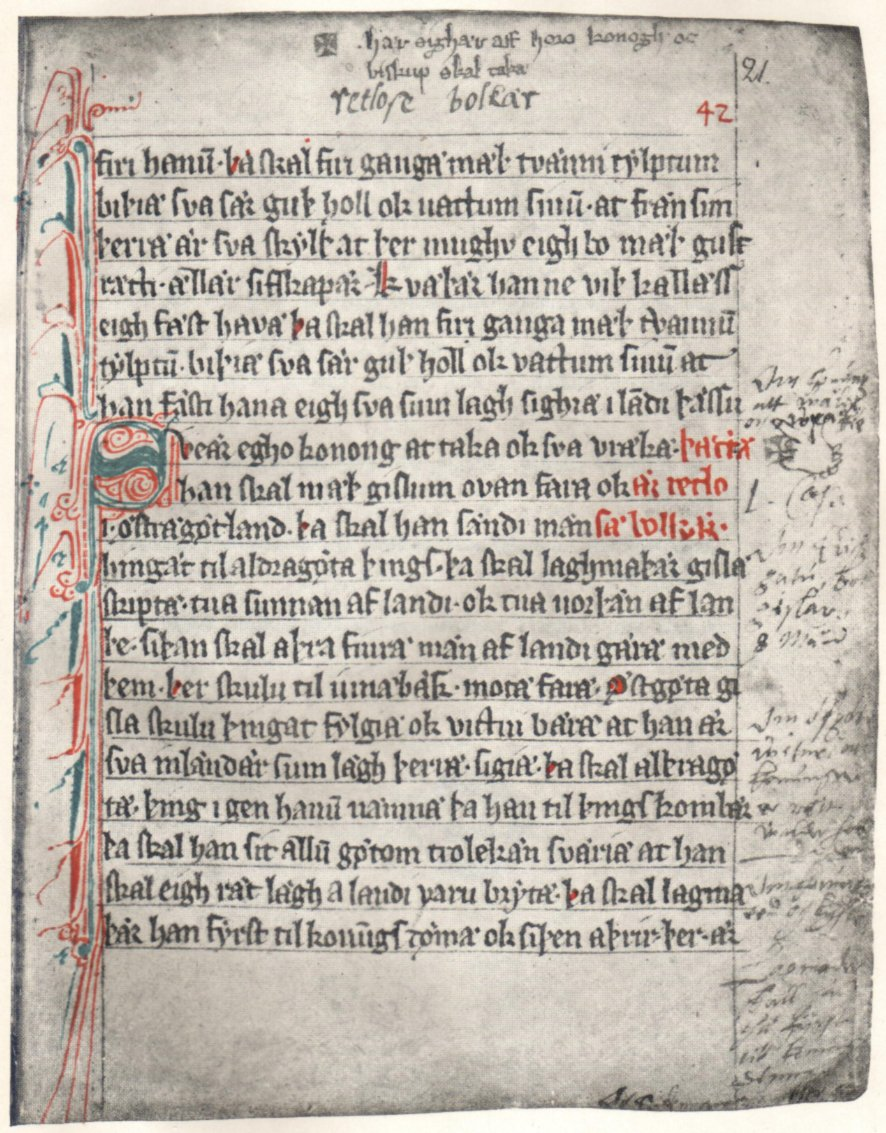
Det tidigaste kända exemplaret av Äldre Västgötalagen från 1280-talet, vilket är ett av de tidigaste exemplen på svenska skrivet med det latinska alfabetet.

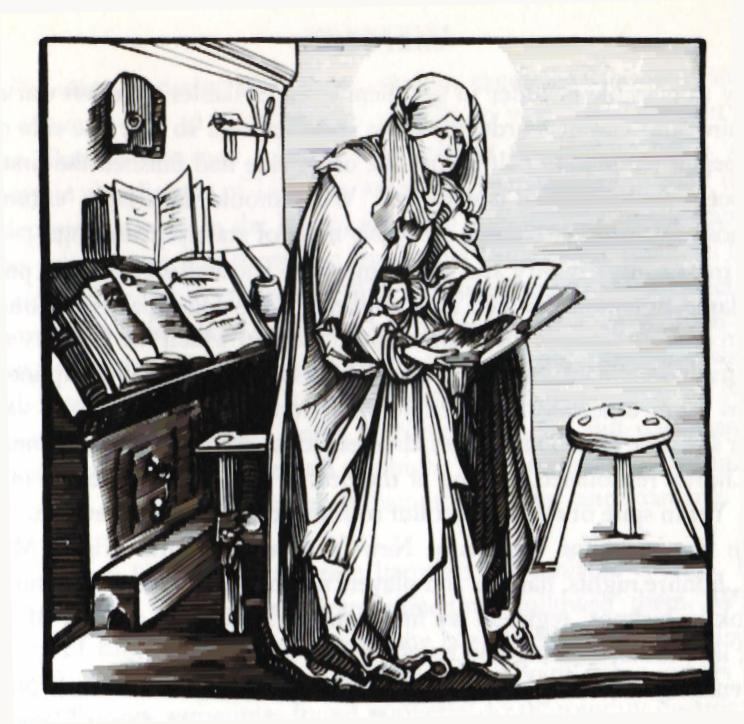
Heliga Birgitta med handskrifter.

En av de tidigaste svenska handskrifterna är Äldre Västgötalagen som finns i ett fragment från cirka 1250. Från tiden efter 1280 finns en komplett handskrift av lagen. De svenska landskapslagarna och religiösa skrifter var det första som skrevs på svenska. De första förändringarna som skedde i det svenska skriftspråket var att <þ> försvann i slutet av 1300-talet och ersattes med digraferna th och dh. Då byttes också stavning med ⟨u⟩ till ⟨v/w⟩, som i vnder (under), hvadh (vad), 
skörbiwg (skörbjugg); ⟨j⟩ byttes till ⟨i⟩, som i iak (jag) eller miöl (mjöl); ⟨k⟩ byttes till ⟨q⟩ som i qvarn (kvarn) eller till ⟨c⟩, som i scal (skall), ⟨ks/gs⟩ byttes till ⟨x⟩ som i huxa (hugsa) och ⟨ts/ds⟩ byttes till ⟨z⟩, som i hæræzhöfþonga (häradshövding) eller Guz (Guds).
Under 1400-talet producerades ett större antal uppbyggelseböcker vid Vadstena kloster, som drevs av Birgittinorden som var grundad av heliga Birgitta.
Någon fast etablerad ortografi fanns inte under medeltiden, och mot slutet av denna period var man ofta frikostig med konsonanttecken, som ofta dubbelskrevs, som i ffonger 'fånge' aff 'av' och hwss 'hus' och man kunde också lägga till andra bokstäver som inte motsvarade uttalet, som i schriffwa.

### 1500-talet till 1801
Sedan boktryckarkonsten sent under 1400-talet hade introducerats i Sverige kunde man trycka de nya religiösa skrifter som utarbetades under första hälften av 1500-talet, efter reformationen. År 1526 kom Nya testamentet för första gången ut på svenska språket, och 1541 kom hela bibeln (den så kallade Gustav Vasas bibel) också ut på svenska. I bibeltrycken på 1500-talet byttes bokstäverna æ och ø ut mot två nya bokstäver. Det var a och o som fick ett överskrivet e. Längre fram i tiden byttes e ut mot två prickar, och bokstäverna blev ä och ö.
En ny bokstav, bokstaven å, som ersatte digrafen <aa>, användes för första gången vid bibeltrycket 1526. När man skrev långa vokaler skrevs dubbelskrevs dessa ofta: snook, löök. I enstaviga ord enkelskrevs ofta konsonanterna: sat (satt), vil (vil).
När antalet tryckerier under 1600-talet hade ökat och allt fler personer arbetade med texterna vid dessa tryckerier, ökade den ortografiska oordningen. Därför tillsattes en kommission som skulle komma fram till enhetliga principer för stavningen. Dessa principer tillämpades i en ny psalmbok 1695 och i den så kallade Karl XII:s bibel 1703. Men eftersom kommissionen inte gav några klarare direktiv än att bibeltrycket skulle vara föredöme fortsatte oenigheten om ortografin, bland annat därför att bibelortografin ansågs vara ålderdomlig. En förändring i stavningen var att <gh> (beteckning för frikativt g) försvann under 1700-talet, på grund av att man inte längre hade denna typ av g i uttalet. Även <dh> förändrades till <d>, eftersom det inte längre uttalades frikativt. Ord som tidigare stavades med ffu skrevs med v eller fw, så att till exempel det ord som förut hade skrivits som "haffua" istället skrevs "hafwa" (senare "hava", nu "ha"). Ord skrivna med fft, som "affton", "scrifft" skrevs istället som "afton", "scrift". I slutet av ord förenklades ff till f, så att till exempel "aff" ändrades till "af" och "räff" ändrades till "räf".  En annan förändring var att stumt h efter vokal, för att markera lång vokal, samt dubbelskrivning av vokaler, också för att markera lång vokal, försvann i början av 1700-talet.
År 1732–1734 utgav Olof  von Dalin veckotidskriften Then swänska Argus. Denna tidskrift, med sin ledigare och mer lättlästa prosastil, fick så stort inflytande över det svenska språket att årtalet 1732 har fått ange början av den yngre nysvenska perioden. En del av frihetstidens språkvetare påverkades av Dalin.
Under 1700-talet kom skriftspråket dels att påverkas av författare som Dalin, av språkteoretiker som Jesper Swedberg, Eric Alstrin, Johan Ihre, Sven Hof och Abraham Sahlstedt, och även av boktryckare som Lars Salvius. Salvius ägde ett stort tryckeri, där bortåt en tredjedel av allt tryck tillkom under 1750- och 1760-talet. Han hade intresse av att få enhetlighet i det egna tryckeriets produktion och, inspirerad främst av Alstrin och Ihre, utarbetade han därför ortografiska regler för detta.
Samspelet mellan teoretiker och praktiker under 1700-talet gav en ökad enhetlighet i den svenska ortografin som resultat. Man kom delvis till rätta med den oreda som rådde tidigare. Olika språkvetenskapliga principer, som till exempel principen om en fonetiskt korrekt stavning, fick vika för en mer pragmatisk linje, att på grundval av bruket utarbeta regler för stavningen. Detta kom år 1801 till uttryck i Carl Gustaf af Leopolds stavningsavhandling.

### 1801 till 1869

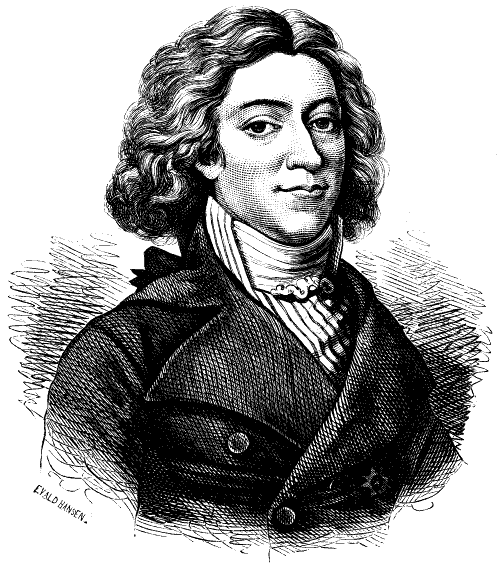
Carl Gustaf af Leopold (1756–1829).

År 1786 instiftades Svenska Akademien och samma år invaldes författaren Carl Gustaf Leopold (af Leopold efter adlandet 1809) i akademien. Leopold fick i uppdrag att skapa modernare regler för den svenska ortografin. År 1801 utkom Afhandling om Svenska stafsättet. Leopold ville med sin avhandling främst bringa reda i hur lånord i svenskan skulle stavas, men även slå ett slag för en mer enhetlig stavning, grundad på samhörighetsprincipen. Enligt Leopold borde lånord anpassas efter svenskt uttal, så att ord som elegance och connaisseur i stället skulle stavas elegans respektive konnässör, och ord som slag och släkt (slägt) borde båda stavas med g eftersom de hör samman etymologiskt. Leopolds förslag stötte på motstånd, men i och med att första upplagan av Svenska Akademiens ordlista över svenska språket (SAOL) kom 1874, hade akademien anslutit sig helt till Leopolds stavning av 1801.
1800-talet innebar en alltmer avancerad språklig analys kring ordens ursprung för att avgöra deras "rätta" stavning baserat på ordens ursprung. Så tvistades bland annat om nämligen skulle stavas just så eller nemligen beroende på om det ursprungliga tyska ordet var nehmlich eller nämlich.

### Nordiska rättstavningsmötet 1869
På sommaren 1869 hölls ett möte i Stockholm om rättstavningen, och där deltog delegater från Sverige, Norge och Danmark. Man hade som mål att svenskan och dåtidens dansk-norska skulle närmas till varandra. Man skulle ta fasta på de likheter som fanns mellan dessa språk. Framför allt diskuterades om man skulle byta ut f och fv mot v som tecken för v-ljud. När det gällde det svenska språket utgav Artur Hazelius år 1870-1871 skriften Om svensk rättstafning. Där framhålls att ljudenligheten ska vara rättesnöret. Man ska alltid beteckna samma ljud med en och samma bokstav. Detta innebär bland annat att man inte ska låta bokstaven g, förutom att beteckna ljudet g även  kunna beteckna j (som i gilla) eller att ett ljud ska kunna skrivas med flera tecken, som stavningarna av j, sj och tj-ljud (djur, skjuta, kjol osv.)
Samma år som Hazelius gav ut sin skrift utkom "Ljudlagar och skriflagar" av Johan Erik Rydqvist. Denne reagerade skarpt mot rättstavningsmötets förslag, som baserades på ljudenlighet. Han kom att påverka den första upplagan av Svenska akademiens ordlista 1874, så att den blev en motvikt mot olika reformivrare. Rydqvist ansåg att bruket och härledningen skulle vara bestämmande för stavningen. Bland annat ville Rydqvist att man skulle fortsätta att använda dubbelskriven konsonant, som i komma, tryggt, kallt osv. I detta fick Rydqvist rätt; stavning med dubbel konsonant används fortfarande i svenska. Vidare ville Rydqvist behålla bokstäverna c, q, x och z och han ville också behålla stavningen med f och fv (i till exempel lif och lefva) istället för v (liv, leva). Den sistnämnda stavningen med v istället för med fv och f blev ändå den som bestämdes vid stavningsreformen 1906.

#### Svenska akademiens ordlista 1889
När sjätte upplagan av SAOL kom ut år 1889 accepterades kvarn för qvarn, järn för jern, makt för magt osv., som en följd av åsikter som akademiledamoten Esaias Tegnér den yngre hade framfört. Denna upplaga av SAOL blev, till skillnad från de fem tidigare upplagorna, genom ett kungligt brev 1889, antagen som norm för stavningsundervisningen i skolorna. Kv stavades före 1889 med qv i många ord, till exempel sqvaller (nu skvaller), qväll (nu kväll), beqväm (nu bekväm) och qvist (nu kvist). Kort och långt ä-ljud ändrades från e till ä i många ord, till exempel der (nu där), dverg (nu dvärg), elg (nu älg), enka (nu änka) och ega (nu äga).
Användningen av bokstäverna v och w var så länge som frakturstil användes styrd av typsnittet så tillvida att i fraktur användes w som regel för att beteckna /v/-ljudet, utom för lånord av latinskt eller romanskt ursprung då v användes (enligt exemplet "voteringssedel wid prestwal" i fraktur). I SAOL 1874-1900 (som inte trycktes i fraktur) var antalet ord med w mycket litet, och främst ord knutna till namn (clown, darwinism, schweizeri). År 1900 fanns några ord med w men som sidoform till en försvenskad form (intervju-interview, tomahåk-tomahawk, visky-whisky m.fl.). Strävan att undvika w var påtaglig i utgåvan 1923, då viner- var enda form i ord som vinerbageri, och formerna intervju, visky m.fl. enarådande. En sidoform svejtseri från 1923 slopades 1950. Enheten vatt skrevs så 1923, men detta ändrades redan 1937 till watt. Från 1950 har inställningen till w i lånord varit mer tillåtande i takt med att inlåningen ökat. Från 2006 utgör w en självständig bokstav i SAOL, vilket innebär att den sorteras separat från v.

### Stavningsreformen 1906

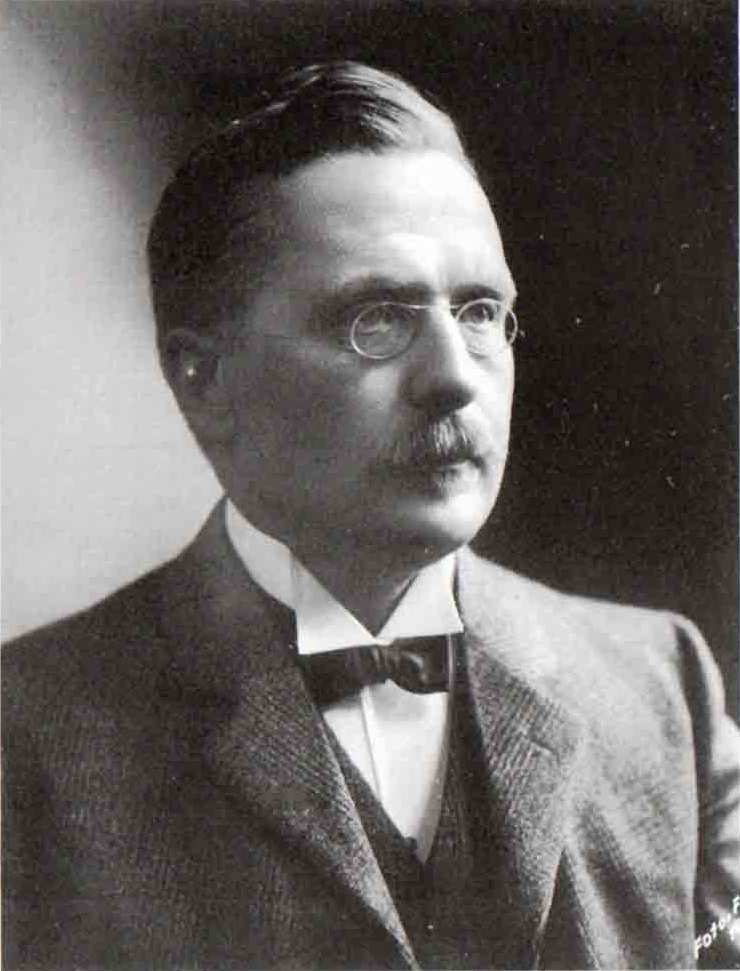
Fridtjuv Berg.

År 1880 bildades Sveriges allmänna folkskollärarförening. Den ville reformera stavningen av pedagogiska skäl. I den liberala regering som bildades 1905 blev en av de mest drivande  medlemmarna i folkskollärarföreningen, Fridtjuv Berg, ecklesiastikminister. Nästa år, 1906, lät han utge ett kungligt cirkulär där det stadgades att stavningen i sjunde upplagan av SAOL skulle vara riktlinje för stavningen i småskola, folkskoleseminarier och i läroverkets tre lägsta klasser. Berg gjorde också ett tillägg till detta: dt för t-ljudet skulle ändras till t respektive tt i adjektiv och participformer samt att <f>, <fv> och <hv> skulle ändras till <v> när de var tecken för v-ljud.

### Efter 1906
År 1912 bestämdes det att de nya reglerna också skulle gälla för officiella skrivelser och tryck. Det fanns ändå motstånd mot stavningsreformen. Bland dem som var motståndare fanns Svenska akademien och dess ordboksredaktion. Först i och med nionde upplagan 1950 hade ordlistan utan reservation ställt sig bakom stavningsreformen. Numera är SAOL avsedd att vara "en samling rekommendationer som i stor utsträckning grundas på det etablerade bruket och som därutöver bestäms av en strävan att anpassa nya tillskott i språket till rådande svenska normer för stavning och böjning, ordbildning och ordval".